# Apfel aus Grünheide
Der Apfel aus Grünheide ist eine historische Apfelsorte aus dem märkischen Ort Grünheide bei Berlin. Zur Wiederbelebung der Sorte will die Gemeinde bis zum Jahr 2020 insgesamt 125 Bäumchen anpflanzen.

## Sorteneigenschaften
Der Apfel aus Grünheide ist eine sehr saftige Sorte mit einem ausgewogenen Verhältnis von Zucker und Säure. Die Früchte können eine beachtliche Größe erreichen und 450 bis 600 Gramm wiegen. Der Baum ist alternierend, trägt aber alle zwei Jahre reichlich. Als Spalierbaum kann er sehr gut an Hauswänden und Mauern platziert werden.
Die Pflückreife des Herbstapfels ist im Oktober erreicht.